# Фігурне катання на зимових Олімпійських іграх 2014 — командні змагання
Командні змагання з фігурного катання на зимових Олімпійських іграх 2014 проходили 6, 8 і 9 лютого.
Всі змагання пройшли у палаці спорту «Айсберг». 6 лютого о 19:30 за місцевим часом (UTC+04:00) була проведена коротка програма у чоловіків і у спортивних пар. 8 лютого о 18:30 пройшла коротка програма у танцюристів і у жінок, а пари виконали довільну програму. 9 лютого о 19:00 довільну програму показали чоловіки, жінки та танцюристи. У змаганнях взяли участь 10 команд. До виконання довільної програми були допущені 5 найкращих за результатами короткої програми.

## Медалісти
| Дисципліна        | Золото | Срібло | Бронза |
| Командні змагання | Росія · Євген Плющенко · Юлія Липницька · Тетяна Волосожар/Максим Траньков · Ксенія Столбова/Федір Климов · Катерина Боброва/Дмитро Соловйов · Олена Ільїних/Микита Кацалапов | Канада · Патрік Чан · Кевін Рейнольдс · Кетлін Осмонд · Меган Дюамель/Ерік Редфорд · Кірстен Мур-Таверс/Ділан Москович · Тесса Верчу/Скотт Моїр | США · Джеремі Ебботт · Джейсон Браун · Ешлі Вагнер · Ґрейсі Ґолд · Марісса Кастеллі/Саймон Шнапір · Меріл Девіс/Чарлі Вайт |

## Учасники
У перших командних змаганнях з фігурного катання взяли участь 10 збірних, що показали за останній рік найкращі результати.
- Велика Британія
- Німеччина
- Італія
- Канада
- Китай
- Росія
- США
- Франція
- Україна
- Японія

## Коротка програма

### чоловіки
| Місце | Спортсмен                     | Бали             | Бали               | Бали     | Сума балів | Командні бали |
| Місце | Спортсмен                     | Сума за елементи | Сума за компоненти | Зниження | Сума балів | Командні бали |
| ----- | ----------------------------- | ---------------- | ------------------ | -------- | ---------- | ------------- |
| 1     | Юдзуру Ханю (JPN)             | 52,55            | 45,43              | 0,00     | 97,98      | 10            |
| 2     | Євген Плющенко (RUS)          | 48,18            | 43,21              | 0,00     | 91,39      | 9             |
| 3     | Патрік Чен (CAN)              | 44,03            | 45,68              | 0,00     | 89,71      | 8             |
| 4     | Янь Хань (CHN)                | 46,59            | 38,93              | 0,00     | 85,52      | 7             |
| 5     | Флоран Амодьйо (FRA)          | 40,86            | 39,07              | 0,00     | 79,93      | 6             |
| 6     | Петер Ліберс (GER)            | 43,50            | 36,11              | 0,00     | 79,61      | 5             |
| 7     | Джеремі Ебботт (USA)          | 27,22            | 39,43              | -1,00    | 65,65      | 4             |
| 8     | Яків Годорожа (UKR)           | 32,26            | 28,25              | 0,00     | 60,51      | 3             |
| 9     | Меттью Перрі (GBR)            | 29,71            | 27,69              | 0,00     | 57,40      | 2             |
| 10    | Пол Боніфаціо Паркінсон (ITA) | 28,08            | 27,86              | -2,00    | 53,94      | 1             |

### Жінки
| Місце | Спортсмен               | Бали             | Бали               | Бали     | Сума балів | Командні бали |
| Місце | Спортсмен               | Сума за елементи | Сума за компоненти | Зниження | Сума балів | Командні бали |
| ----- | ----------------------- | ---------------- | ------------------ | -------- | ---------- | ------------- |
| 1     | Юлія Липницька (RUS)    | 39,39            | 33,51              | 0,00     | 72,90      | 10            |
| 2     | Кароліна Костнер (ITA)  | 35,92            | 34,92              | 0,00     | 70,84      | 9             |
| 3     | Асада Мао (JPN)         | 31,25            | 33,82              | -1,00    | 64,07      | 8             |
| 4     | Ешлі Вагнер (USA)       | 32,16            | 30,94              | 0,00     | 63,10      | 7             |
| 5     | Кетлін Осмонд (CAN)     | 33,86            | 28,68              | 0,00     | 62,54      | 6             |
| 6     | Мае Береніс Мейте (FRA) | 29,75            | 25,70              | 0,00     | 55,45      | 5             |
| 7     | Чжан Кесінь (CHN)       | 31,75            | 22,83              | 0,00     | 54,58      | 4             |
| 8     | Наталія Попова (UKR)    | 27,95            | 25,49              | 0,00     | 53,44      | 3             |
| 9     | Наталі Вайнцирль (GER)  | 28,21            | 24,95              | -1,00    | 52,16      | 2             |
| 10    | Дженна Маккоркелл (GBR) | 26,48            | 23,61              | 0,00     | 50,09      | 1             |

### Спортивні пари
| Місце | Спортсмени                             | Бали             | Бали               | Бали     | Сума балів | Командні бали |
| Місце | Спортсмени                             | Сума за елементи | Сума за компоненти | Зниження | Сума балів | Командні бали |
| ----- | -------------------------------------- | ---------------- | ------------------ | -------- | ---------- | ------------- |
| 1     | Тетяна Волосожар/Максим Траньков (RUS) | 45,10            | 38,69              | 0,00     | 83,79      | 10            |
| 2     | Меган Дюамель/Ерік Редфорд (CAN)       | 41,30            | 31,80              | 0,00     | 73,10      | 9             |
| 3     | Пен Чен/Чжан Хао (CHN)                 | 40,97            | 30,04              | 0,00     | 71,01      | 8             |
| 4     | Стефанія Бертон/Ондржей Готарек (ITA)  | 38,43            | 31,88              | 0,00     | 70,31      | 7             |
| 5     | Марісса Кастеллі/Саймон Шнапір (USA)   | 34,99            | 29,26              | 0,00     | 64,25      | 6             |
| 6     | Майлін Венде/Даніель Венде (GER)       | 33,80            | 27,02              | 0,00     | 60,82      | 5             |
| 7     | Ванесса Джеймс/Морган Сіпре (FRA)      | 30,36            | 28,09              | -1,00    | 57,45      | 4             |
| 8     | Нарумі Такахасі/Рюіті Кіхара (JPN)     | 25,13            | 21,43              | 0,00     | 46,56      | 3             |
| 9     | Юлія Лаврентьєва/Юрій Рудик (UKR)      | 25,27            | 21,07              | 0,00     | 46,34      | 2             |
| 10    | Стейсі Кемп/Девід Кінг (GBR)           | 24,44            | 21,26              | -1,00    | 44,70      | 1             |

### Танці на льоду
| Місце | Спортсмени                             | Бали             | Бали               | Бали     | Сума балів | Командні бали |
| Місце | Спортсмени                             | Сума за елементи | Сума за компоненти | Зниження | Сума балів | Командні бали |
| ----- | -------------------------------------- | ---------------- | ------------------ | -------- | ---------- | ------------- |
| 1     | Меріл Девіс/Чарлі Вайт (USA)           | 38,91            | 37,07              | 0,00     | 75,98      | 10            |
| 2     | Тесса Верчу/Скотт Моїр (CAN)           | 37,76            | 35,22              | 0,00     | 72,98      | 9             |
| 3     | Катерина Боброва/Дмитро Соловйов (RUS) | 36,05            | 34,22              | 0,00     | 70,27      | 8             |
| 4     | Наталі Пешала/Фабьян Бурза (FRA)       | 34,50            | 34,65              | 0,00     | 69,15      | 7             |
| 5     | Анна Каппелліні/Лука Ланотте (ITA)     | 33,92            | 31,00              | 0,00     | 64,92      | 6             |
| 6     | Неллі Жиганшин/Александер Гажі (GER)   | 28,26            | 29,78              | 0,00     | 58,04      | 5             |
| 7     | Пенні Кумс/Ніколас Бакленд (GBR)       | 29,92            | 24,01              | -1,00    | 52,93      | 4             |
| 8     | Кеті Рід/Крис Рід (JPN)                | 26,14            | 25,86              | 0,00     | 52,00      | 3             |
| 9     | Шивон Хікін-Кенеді/Дмитро Дунь (UKR)   | 23,40            | 25,79              | 0,00     | 49,19      | 2             |
| 10    | Хуан Сіньтун/Чжен Сюнь (CHN)           | 24,24            | 23,64              | 0,00     | 47,88      | 1             |

## Довільна програма

### Чоловіки
| Місце | Спортсмен                     | Бали             | Бали               | Бали     | Сума балів | Командні бали |
| Місце | Спортсмен                     | Сума за елементи | Сума за компоненти | Зниження | Сума балів | Командні бали |
| ----- | ----------------------------- | ---------------- | ------------------ | -------- | ---------- | ------------- |
| 1     | Євген Плющенко (RUS)          | 81,48            | 86,72              | 0,00     | 168,20     | 10            |
| 2     | Кевін Рейнольдс (CAN)         | 89,00            | 78,92              | 0,00     | 167,92     | 9             |
| 3     | Тацуко Матіда (JPN)           | 83,13            | 82, 72             | 0,00     | 165,85     | 8             |
| 4     | Джейсон Браун (USA)           | 75,45            | 79,22              | -1,00    | 153,67     | 7             |
| 5     | Пол Боніфаціо Паркінсон (ITA) | 66,97            | 56,26              | -2,00    | 121,23     | 6             |

### Жінки
| Місце | Спортсмен              | Бали             | Бали               | Бали     | Сума балів | Командні бали |
| Місце | Спортсмен              | Сума за елементи | Сума за компоненти | Зниження | Сума балів | Командні бали |
| ----- | ---------------------- | ---------------- | ------------------ | -------- | ---------- | ------------- |
| 1     | Юлія Липницька (RUS)   | 71.69            | 69.82              | 0,00     | 141.51     | 10            |
| 2     | Ґрейсі Ґолд (USA)      | 67.49            | 61.89              | 0,00     | 129.38     | 9             |
| 3     | Валентина Маркеї (ITA) | 54.00            | 58.51              | 0,00     | 112.51     | 8             |
| 4     | Судзукі Акіко (JPN)    | 49,32            | 63,01              | 0,00     | 112,33     | 7             |
| 5     | Кетлін Осмонд (CAN)    | 54,53            | 57,20              | 0,00     | 110,73     | 6             |

### Спортивні пари
| Місце | Спортсмени                              | Бали             | Бали               | Бали     | Сума балів | Командні бали |
| Місце | Спортсмени                              | Сума за елементи | Сума за компоненти | Зниження | Сума балів | Командні бали |
| ----- | --------------------------------------- | ---------------- | ------------------ | -------- | ---------- | ------------- |
| 1     | Ксенія Столбова/Федір Климов (RUS)      | 67,03            | 68,06              | 0,00     | 135,09     | 10            |
| 2     | Кірстен Мур-Таверс/Ділан Москович (CAN) | 64,89            | 64,85              | 0,00     | 129,74     | 9             |
| 3     | Стефанія Бертон/Ондржей Готарек (ITA)   | 60,45            | 61,37              | -1,00    | 120,82     | 8             |
| 4     | Марісса Кастеллі/Саймон Шнапір (USA)    | 60,27            | 58,67              | -1,00    | 117,94     | 7             |
| 5     | Нарумі Такахасі/Рюіті Кіхара (JPN)      | 43,86            | 42,47              | 0,00     | 86,33      | 6             |

### Танці на льоду
| Місце | Спортсмени                           | Бали             | Бали               | Бали     | Сума балів | Командні бали |
| Місце | Спортсмени                           | Сума за елементи | Сума за компоненти | Зниження | Сума балів | Командні бали |
| ----- | ------------------------------------ | ---------------- | ------------------ | -------- | ---------- | ------------- |
| 1     | Меріл Девіс/Чарлі Вайт (USA)         | 55.80            | 58.54              | 0.00     | 114.34     | 10            |
| 2     | Тесса Верчу/Скотт Моїр (CAN)         | 50.37            | 57.19              | 0.00     | 107.56     | 9             |
| 3     | Олена Ільїних/Микита Кацалапов (RUS) | 50,36            | 54,12              | -1,00    | 103,48     | 8             |
| 4     | Шарлін Гіняр/Марко Фаббрі (ITA)      | 41,33            | 39,92              | 0,00     | 81,25      | 7             |
| 5     | Кеті Рід/Крис Рід (JPN)              | 38,13            | 39,21              | -1,00    | 76,34      | 6             |

## Загальний результат
| Місце | Команда         | Бали КП (М) | Бали КП (П) | Бали КП (Т) | Бали КП (Ж) | Проміжна сума балів | Бали ПП (П)        | Бали ПП (М)        | Бали ПП (Ж)        | Бали ПП (Т)        | Сума балів |
| ----- | --------------- | ----------- | ----------- | ----------- | ----------- | ------------------- | ------------------ | ------------------ | ------------------ | ------------------ | ---------- |
| 1     | Росія           | 9           | 10          | 8           | 10          | 37                  | 10                 | 10                 | 10                 | 8                  | 75         |
| 2     | Канада          | 8           | 9           | 9           | 6           | 32                  | 9                  | 9                  | 6                  | 9                  | 65         |
| 3     | США             | 4           | 6           | 10          | 7           | 27                  | 7                  | 7                  | 9                  | 10                 | 60         |
| 4     | Італія          | 1           | 7           | 6           | 9           | 23                  | 8                  | 6                  | 8                  | 7                  | 52         |
| 5     | Японія          | 10          | 3           | 3           | 8           | 24                  | 6                  | 8                  | 7                  | 6                  | 51         |
| 6     | Франція         | 6           | 4           | 7           | 5           | 22                  | Не пройшли у фінал | Не пройшли у фінал | Не пройшли у фінал | Не пройшли у фінал | 22         |
| 7     | Китай           | 7           | 8           | 1           | 4           | 20                  | Не пройшли у фінал | Не пройшли у фінал | Не пройшли у фінал | Не пройшли у фінал | 20         |
| 8     | Німеччина       | 5           | 5           | 5           | 2           | 17                  | Не пройшли у фінал | Не пройшли у фінал | Не пройшли у фінал | Не пройшли у фінал | 17         |
| 9     | Україна         | 3           | 2           | 2           | 3           | 10                  | Не пройшли у фінал | Не пройшли у фінал | Не пройшли у фінал | Не пройшли у фінал | 10         |
| 10    | Велика Британія | 2           | 1           | 4           | 1           | 8                   | Не пройшли в фінал | Не пройшли в фінал | Не пройшли в фінал | Не пройшли в фінал | 8          |

## Цікаві факти
- Завдяки командній перемозі збірної Росії Юлія Липницька у віці 15 років 249 днів стала однією з наймолодших олімпійських чемпіонів по фігурного катання в історії зимових Олімпійських ігор після німкені Максі Гербер, яка виступаючи у парному катанні виграла Олімпійські ігри в Гарміш-Партенкірхені (Німеччина) 1936 у віці 15 років 4 місяців і 5 днів.
- Британський фігурист Меттью Перрі не завоював права для участі на XXII зимовій Олімпіаді та виступав лише у командних змаганнях, проте він зумів обіграти італійського фігуриста Пола Боніфаціо Паркінсона, який мав ліцензію на виступи на цих іграх.
- Олена Ільїних та Микита Кацалапов — перші в історії фігуристи, що стали олімпійськими чемпіонами ще до виходу на лід. Вони брали участь лише в завершальному програму командних змагань довільному танці — відрив на той момент збірної Росії від найближчих переслідувачів (збірної Канади) перед цими видом змагань становив невідігрувані 11 балів.